# أندي اندريست
أندي اندريست (بالإنجليزية: Andy Andrist)‏ هو كاتب أمريكي، ولد في 19 أغسطس 1965 في كوكيل في الولايات المتحدة.

## وصلات خارجية
- الموقع الرسمي
- أندي اندريست على موقع ميوزك برينز (الإنجليزية)